# 勝間田バスストップ
勝間田バスストップ（かつまだバスストップ）は、岡山県勝田郡勝央町平の中国自動車道上にあるバス停。
バス事業者は中国勝間田（ちゅうごくかつまだ）という呼称を使用している。

## 停車する路線
なお、ルブラン号（東京品川・お台場方面）、ルミナス号（東京新宿方面）、マスカット号（東京新宿・中野方面）は当バスストップには停車しない。（運行経路上であるが通過扱いとなる）。
| のりば | 愛称               | 会社名                 | 行先                                              | 備考               |
| ------ | ------------------ | ---------------------- | ------------------------------------------------- | ------------------ |
| 上り線 | 中国ハイウェイバス | 西日本JRバス・神姫バス | 大阪（新大阪駅・大阪駅JR高速バスターミナル・USJ） | 特急便・急行便のみ |
| 下り線 | 中国ハイウェイバス | 西日本JRバス・神姫バス | 津山（津山駅）                                    | 特急便・急行便のみ |

### かつて停車していた路線
以下の路線は2015年3月をもって休止。
- 神戸 - 津山線（西日本JRバス）
  - 新神戸・三宮・神戸三田プレミアム・アウトレット - 津山
  - なおこの路線においては当バス停から津山方面への利用は不可であった。

以下の路線は2020年11月をもって休止。
- 津山エクスプレス京都号（西日本JRバス・神姫バス）
  - 京都 - 津山

## バス停へのアクセス
- JR姫新線 勝間田駅から徒歩約15分

## 隣
E2A 中国自動車道
(12)美作IC/BS - (12-1)勝央JCT - (BS)勝間田BS - (SA)勝央SA - (13)津山IC/BS

## 位置情報
- 北緯35度02分26秒 東経134度07分12秒 / 北緯35.04056度 東経134.12000度
- 津山東部［南東］ - 地理院地図
- 勝田郡勝央町平 - Google マップ